# Togwoteeus
Togwoteeus is een geslacht van hooiwagens uit de familie Sclerosomatidae.
De wetenschappelijke naam Togwoteeus is voor het eerst geldig gepubliceerd door Roewer in 1952. 

## Soorten
Togwoteeus is monotypisch en omvat slechts de volgende soort:
- Togwoteeus biceps